# Astragalus johannis-howellii
Astragalus johannis-howellii es una especie de planta del género Astragalus, de la familia de las leguminosas, orden Fabales.

## Distribución
Astragalus johannis-howellii se distribuye por Estados Unidos.

## Taxonomía
Fue descrita científicamente por Barneby. Fue publicada en Leafl. W. Bot. 8: 124 (1957).